# German Open 1975
Die German Open 1975 im Badminton fanden in Mülheim an der Ruhr vom 28. Februar bis zum 2. März 1975 statt. Über 3000 Zuschauer wurden gezählt, 1200 davon am Finaltag.

## Austragungsort
Sporthalle Carl-Diem-Straße

## Sieger und Platzierte
| Disziplin    | Gold                               | Silber                           | Bronze                                      |
| ------------ | ---------------------------------- | -------------------------------- | ------------------------------------------- |
| Herreneinzel | Flemming Delfs                     | Paul Whetnall                    | Thomas Kihlström                            |
| Herreneinzel | Flemming Delfs                     | Paul Whetnall                    | Sture Johnsson                              |
| Dameneinzel  | Joke van Beusekom                  | Brigitte Steden                  | Lonny Bostofte                              |
| Dameneinzel  | Joke van Beusekom                  | Brigitte Steden                  | Gudrun Ziebold                              |
| Herrendoppel | Bengt Fröman Thomas Kihlström      | Eddy Sutton David Eddy           | Ray Stevens Mike Tredgett                   |
| Herrendoppel | Bengt Fröman Thomas Kihlström      | Eddy Sutton David Eddy           | Roland Maywald Willi Braun                  |
| Damendoppel  | Brigitte Steden Marieluise Zizmann | Joke van Beusekom Marjan Luesken | Karin Kucki Vera Winter                     |
| Damendoppel  | Brigitte Steden Marieluise Zizmann | Joke van Beusekom Marjan Luesken | Irmgard Gerlatzka Barbara Beckett           |
| Mixed        | Wolfgang Bochow Marieluise Zizmann | Horst Lösche Barbara Beckett     | Karl-Heinz Garbers Karin Kucki              |
| Mixed        | Wolfgang Bochow Marieluise Zizmann | Horst Lösche Barbara Beckett     | Michael Schnaase Marie-Luise Schulta-Jansen |

## Finalergebnisse
| Disziplin    | Sieger                             | Finalist                         | Ergebnis          |
| ------------ | ---------------------------------- | -------------------------------- | ----------------- |
| Herreneinzel | Flemming Delfs                     | Paul Whetnall                    | 15–10, 15–12      |
| Dameneinzel  | Joke van Beusekom                  | Brigitte Steden                  | 11–7, 3–11, 11–4  |
| Herrendoppel | Bengt Fröman Thomas Kihlström      | Eddy Sutton David Eddy           | 15–13, 15–5       |
| Damendoppel  | Brigitte Steden Marieluise Zizmann | Joke van Beusekom Marjan Luesken | 7–15, 15–11, 15–0 |
| Mixed        | Wolfgang Bochow Marieluise Zizmann | Horst Lösche Barbara Beckett     | 15–8, 15–7        |